# Casteller (Wein)
Casteller ist ein Rotwein aus dem norditalienischen Trentino. Der Wein besitzt seit 1974 eine „kontrollierte Herkunftsbezeichnung“ (Denominazione di origine controllata – DOC), die zuletzt am 7. März 2014 aktualisiert wurde.

## Anbaugebiet
Der Anbau und die Produktion sind in folgenden Gemeinden zugelassen: Ala, Albiano, Aldeno, Arco, Avio, Besenello, Brentonico, Calliano, Cavedine, Cembra Lisignago, Cimone, Civezzano, Drena, Dro, Faedo, Altavalle, Garniga Terme, Giovo, Isera, Madruzzo, Lavis, Mezzocorona, Mezzolombardo, Mori, Nago-Torbole, Nave San Rocco, Nogaredo, Nomi, Padergnone, Pergine Valsugana, Pomarolo, Riva del Garda, Roveré della Luna, Rovereto, San Michele all’Adige, Segonzano, Tenna, Tenno, Ton, Trambileno, Trento, Vezzano, Villa Lagarina, Volano und Zambana.

## Herstellung
Der Wein wird zu mindestens 50 % aus der Rebsorte Merlot hergestellt. Schiava grossa, Schiava gentile, Lambrusco a Foglia Frastagliata, Lagrein und Teroldego dürfen, einzeln oder gemeinsam, zugefügt werden.

## Beschreibung
- Farbe: mehr oder weniger intensiv rubinrot
- Geruch: weinig, angenehm
- Geschmack: trocken, harmonisch, charakteristisch
- Alkoholgehalt: mindestens 11,0 Vol.-%
- Säuregehalt: mind. 4,5 g/l
- Trockenextrakt: mind. 18,0 g/l[1]